# Nada Além da Verdade
Nada Além da Verdade foi um game show brasileiro exibido pelo SBT entre 20 de janeiro de 2008 e 25 de fevereiro de 2010, em duas temporadas.
A primeira temporada foi apresentada por Silvio Santos e permaneceu durante mais de um ano, essa temporada teve 44 edições. Já a segunda temporada foi apresentada por Ratinho.

## Apresentadores
- 1ª Temporada - Silvio Santos
- 2ª Temporada - Ratinho

## Participantes no Brasil

### 1ª Temporada
| Data                    | Participante                     | Profissão                                               | Situação Final | Prêmio (R$) |
| ----------------------- | -------------------------------- | ------------------------------------------------------- | -------------- | ----------- |
| 20 de janeiro de 2008   | Mara Maravilha                   | cantora e apresentadora                                 | Mentiu         | 25 Mil      |
| 27 de janeiro de 2008   | Alessandra Scatena               | ex-assistente de palco do Domingo Legal                 | Mentiu         | 25 mil      |
| 3 de fevereiro de 2008  | Rita Cadillac                    | dançarina e cantora                                     | Mentiu         | 15 mil      |
| 10 de fevereiro de 2008 | Sérgio Mallandro                 | apresentador de TV, ator e humorista                    | Mentiu         | 10 mil      |
| 17 de fevereiro de 2008 | Núbia Oliver                     | modelo                                                  | Mentiu         | 10 mil      |
| 24 de fevereiro de 2008 | Dercy Gonçalves                  | atriz                                                   | Não Mentiu     | 100 mil     |
| 2 de março de 2008      | Christina Rocha                  | apresentadora                                           | Mentiu         | 15 mil      |
| 9 de março de 2008      | Agnaldo Timóteo                  | cantor e vereador da cidade de São Paulo                | Mentiu         | 15 mil      |
| 16 de março de 2008     | Sidney Magal                     | cantor e ator                                           | Mentiu         | 15 mil      |
| 23 de março de 2008     | Gretchen                         | cantora e atriz                                         | Mentiu         | 15 mil      |
| 30 de março de 2008     | Jorge Kajuru                     | radialista, jornalista e apresentador                   | Não Mentiu     | 100 mil     |
| 6 de abril de 2008      | Danielle Souza                   | modelo                                                  | Mentiu         | 10 mil      |
| 13 de abril de 2008     | Ary Toledo                       | humorista                                               | Mentiu         | 25 mil      |
| 20 de abril de 2008     | Scheila Carvalho                 | dançarina                                               | Mentiu         | 10 mil      |
| 27 de abril de 2008     | Vanusa                           | cantora                                                 | Mentiu         | 15 mil      |
| 4 de maio de 2008       | Nany People                      | atriz e humorista                                       | Mentiu         | 10 mil      |
| 11 de maio de 2008      | João Gordo                       | cantor e apresentador                                   | Mentiu         | 15 mil      |
| 18 de maio de 2008      | Solange Frazão                   | personal trainer e apresentadora                        | Mentiu         | 15 mil      |
| 25 de maio de 2008      | Cacá Rosset                      | ator e ex-comentarista esportivo                        | Mentiu         | 10 mil      |
| 1 de julho de 2008      | Reginaldo Rossi                  | cantor                                                  | Mentiu         | 10 mil      |
| 8 de julho de 2008      | Preta Gil                        | cantora e atriz                                         | Mentiu         | 15 mil      |
| 15 de julho de 2008     | Roberta Close                    | modelo e atriz                                          | Mentiu         | 15 mil      |
| 22 de julho de 2008     | Luciene Adami                    | atriz                                                   | Desistiu       | 30 mil      |
| 29 de julho de 2008     | Carlos Massa (Ratinho)           | apresentador                                            | Mentiu         | 15 mil      |
| 5 de agosto de 2008     | Franco Finato Scornavacca - Kiko | cantor do grupo KLB                                     | Mentiu         | 15 mil      |
| 12 de agosto de 2008    | Simony                           | cantora e apresentadora                                 | Não Mentiu     | 100 mil     |
| 19 de agosto de 2008    | Falcão                           | cantor                                                  | Mentiu         | 15 mil      |
| 26 de agosto de 2008    | Claudete Troiano                 | apresentadora                                           | Não Mentiu     | 100 mil     |
| 2 de setembro de 2008   | Arnaldo Saccomani                | produtor musical                                        | Mentiu         | 10 mil      |
| 9 de setembro de 2008   | Bruna Surfistinha                | escritora, ex- prostituta e atriz de filmes eróticos    | Mentiu         | 10 mil      |
| 16 de setembro de 2008  | Antônio Petrin                   | ator                                                    | Mentiu         | 15 mil      |
| 23 de setembro de 2008  | Helen Ganzarolli                 | modelo e apresentadora                                  | Mentiu         | 25 mil      |
| 30 de setembro de 2008  | Juca Chaves                      | compositor, músico e humorista                          | Mentiu         | 10 mil      |
| 7 de outubro de 2008    | Netinho de Paula                 | cantor, apresentador e vereador da cidade de São Paulo  | Mentiu         | 15 mil      |
| 14 de outubro de 2008   | Cida Marques                     | modelo, apresentadora e atriz                           | Mentiu         | 10 mil      |
| 21 de outubro de 2008   | José Vasconcellos                | ator e humorista                                        | Mentiu         | 10 mil      |
| 28 de outubro de 2008   | Daniel                           | cantor e ator                                           | Mentiu         | 15 mil      |
| 4 de novembro de 2008   | Lucélia Santos                   | atriz                                                   | Mentiu         | 15 mil      |
| 11 de novembro de 2008  | Carlos Alberto de Nóbrega        | apresentador, humorista e roteirista                    | Mentiu         | 15 mil      |
| 18 de novembro de 2008  | Sílvio Brito                     | cantor                                                  | Mentiu         | 15 mil      |
| 25 de novembro de 2008  | Fafá de Belém                    | cantora e atriz                                         | Mentiu         | 15 mil      |
| 2 de dezembro de 2008   | Clodovil Hernandez               | estilista, apresentador e deputado federal de São Paulo | Mentiu         | 15 mil      |
| 9 de dezembro de 2008   | Moacyr Franco                    | ator, cantor, apresentador, compositor e humorista      | Mentiu         | 15 mil      |
| 16 de dezembro de 2008  | Nelson Ned                       | cantor                                                  | Mentiu         | 25 mil      |

## Ganhadores do prêmio máximo

### Primeira temporada
4 participantes, todos famosos:
- Dercy Gonçalves (Atriz)
- Jorge Kajuru (Jornalista esportivo, radialista e apresentador)
- Simony (Cantora e apresentadora)
- Claudete Troiano (Locutora esportiva, apresentadora e jornalista)

### Segunda temporada
7 participantes, todos anônimos:
- Jacilene (Despachante)
- Enedide
- Júnior (Ex-gay e atualmente é pastor)
- Naiá da Graça Barros Giannocaro (Naná do Big Brother Brasil 9)
- Gislene (Mãe de 3 filhos deficientes, todos eles sendo tratados pelo próprio Teleton)
- Ana Luíza (Ex-moradora de rua e atualmente é maratonista)
- Renata Franco

## Exibição
O programa teve sua primeira temporada exibida aos domingos, primeiramente 16h30, posteriormente 17h, e voltou à grade de programação da emissora, às terças-feiras, 20h. Deixou de ser produzido e exibido a partir do mês de fevereiro; Silvio Santos diz que, apesar do programa "já ter cumprido seu papel", Nada Além da Verdade retornou em uma nova temporada, com anônimos sendo entrevistados.
O programa retornou, através de reprises, no dia 30 de março de 2009 para substituir o vespertino Olha Você; com a estreia marcada para o dia 3 de setembro, o apresentador Ratinho gravou pilotos do programa totalmente reformulado, a começar que agora pessoas comuns podem se inscrever através do site do SBT. A reestreia do programa será exibida às quintas-feiras, e retornará ao SBT Show para substituir o programa Só Falta Esposa.